# Prinzessinnentausch: Wieder vertauscht
Prinzessinnentausch: Wieder vertauscht (Originaltitel The Princess Switch: Switched Again) ist ein US-amerikanischer Weihnachtsfilm des Regisseurs Mike Rohl aus dem Jahr 2020. Er ist die Fortsetzung zum Film Prinzessinnentausch (2018) und wurde weltweit am 19. November 2020 auf dem Streamingdienst Netflix veröffentlicht. Die Produktionskosten beliefen sich auf 10 Millionen Dollar. Am 18. November 2021 veröffentlichte Netflix die Fortsetzung Prinzessinnentausch 3: Auf der Jagd nach dem Stern, erneut mit Hudgens in den Rollen der Doppelgängerinnen Stacy und Margaret sowie deren Cousine Fiona.

## Handlung
Nachdem Herzogin Margaret den Thron in Montenaro erbt, ging ihre Beziehung mit Kevin in Brüche. Daraufhin beschließen Stacy, Olivia und Kevin nach Montenaro zu fahren, um Margaret bei ihren Verpflichtungen als Königin zu helfen. Währenddessen versuchen Stacy und Olivia die Beziehung zwischen Kevin und Margaret zu retten, jedoch funkt Antonio, ein alter Schulfreund von Margaret, dazwischen. Da Margaret aufgrund ihrer Pflichten als Königin kaum Zeit zur Verfügung hat, beschließen Margaret und Stacy noch einmal ihre Rollen zu wechseln, damit Margaret und Kevin genügend Zeit haben, um sich wieder zu verlieben. Dies gelingt und die beiden kommen wieder zusammen.
Margarets Cousine, das Party-Girl Fiona, hat währenddessen einen Plan, um an den Thron Montenaros zu gelangen, da sie ihr ganzes Vermögen verprasst hat. Zusammen mit ihren Freunden Reggie und Mindy hält sie sich mit Gelegenheitsdiebstahl über Wasser. Fiona heckt den Plan aus, dass sie zum Zeitpunkt der Krönung zu Margaret wird. Reggie und Mindy sollen diese deshalb entführen, jedoch erwischen sie Stacy. Antonio kommt hinter Fionas Plan und verbündet sich mit ihr. Edward, Frank De Luca und Mrs. Donatelli gelingt es, die entführte Stacy zu finden und den Tausch aufzuklären. Margaret wird zur Königin von Montenaro gekrönt und heiratet Kevin, während Fiona und Antonio verhaftet werden.

## Besetzung und Synchronisation
Die deutsche Synchronisation entstand nach einem Dialogbuch von Jesse Grimm und unter der Dialogregie von Gordon Rijnders durch die Synchronfirma RRP Media UG in Berlin.
| Figur                        | Darsteller       | Deutscher Sprecher |
| ---------------------------- | ---------------- | ------------------ |
| Stacy De Novo                | Vanessa Hudgens  | Marieke Oeffinger  |
| Margaret Delacourt           | Vanessa Hudgens  | Marieke Oeffinger  |
| Fiona Pembroke               | Vanessa Hudgens  | Marieke Oeffinger  |
| Prinz Edward                 | Sam Palladio     | Ozan Ünal          |
| Kevin Richards               | Nick Sagar       | Benjamin Stöwe     |
| Frank De Luca                | Mark Fleischmann | Steven Merting     |
| Mrs. Donatelli               | Suanne Braun     | Nora Kunzendorf    |
| Antonio Rossi                | Lachlan Nieboer  | Michael Baral      |
| Olivia Richards              | Mia Lloyd        | Juliana Götze      |
| Reggie                       | Ricky Norwood    | Martin Gleitze     |
| Mindy                        | Florence Hall    | Alice Bauer        |
| Königin Amber Eve Charlton   | Rose McIver      |                    |
| König Richard Bevan Charlton | Ben Lamb         |                    |

## Rezeption
Der Film stand am Wochenende seiner Veröffentlichung auf Platz 1 der Netflix-Charts.
Prinzessinnentausch 2 erhielt ein verhaltenes Presseecho. So erfasst der US-amerikanische Aggregator Rotten Tomatoes 56 % wohlwollende Besprechungen und ordnet den Film dementsprechend als „Gammelig“ ein. Bei den Nickelodeon Kids’ Choice Awards 2021 erhielt Vanessa Hudgens eine Nominierung als Beste Schauspielerin.